# 高橋美津子
高橋 美津子（たかはし みつこ、1977年 3月29日 - ）は、日本の女優。オフィスMORIMOTO所属。千葉県出身。
身長161cm、体重49kg、B/87cm、W/63cm、H/89cm。血液型O型。ボクシングジムに通っている。趣味はゴルフ・蕎麦打ち。
自他共に認めるブスカワなルックスと抜群のスタイルで、カテゴリに囚われない幅広い役柄を演じ別ける。
劇団の子役から30代までは舞台やライブ活動を中心に活躍していたが、近年では映画やTVにも出演の場を広げており、2015年作の邦画『東京無国籍少女（監督：押井守）』ではヌードデッサンのモデル役でヘアヌードにも挑戦し、鍛え上げた肉体を惜し気もなく披露した。

## 出演

### テレビドラマ
- 時の鐘に抱かれて（2002年、テレビ埼玉） - 愛人 役
- 猫侍（2013年10月 - ） - 長屋住人・おてつ 役
- 匿名探偵 第2話(2014年、テレビ朝日） - 主婦 役
- 月曜ゴールデン「捜し屋★諸星光介が走る!7」（2014年、TBS） - 団地の主婦 役
- 素敵な選TAXI 第3話（2014年、関西テレビ） - マネージャー 役
- 太鼓持ちの達人〜正しい××のほめ方〜 第11話（2015年、テレビ東京） - 結婚相談員 役
- BSフジ開局15周年スペシャルドラマ「鈴木光司 リアルホラー」（第二夜「クライ・アイズ」）（2015年、BSフジ） - 長い髪の女 役
- ある日、アヒルバス 第3話（2015年、BSプレミアム） - ショーパブ常連おばちゃん 役
- 民王 第8話（2015年、テレビ朝日） - 料亭の女将 役
- ドラマスペシャル緊急取調室（2015年、テレビ朝日） - 女囚 役
- 無痛〜診える眼〜（2015年、フジテレビ） - 久留米真理子 役
- 土曜ワイド出張鑑定人・宝来伝吉2（2016年、フジテレビ） - 教師 役
- ドラマスペシャル最上の命医2016（2016年、テレビ東京） - 母親 役
- キスのカタチ（2016年、Ameba FRESH!） - 母親 役
- 世にも奇妙な物語'16春の特別編「美人税」（2016年、フジテレビ） - ショップ店員 役
- グッドパートナー 無敵の弁護士 第7.8話（2016年、テレビ朝日） - 金井加奈子 役
- 月曜名作劇場 ミステリー作家・朝比奈耕作シリーズ「花咲村の惨劇」(2016年、TBS） - 目撃者主婦 役
- 朝が来る第2.3話（2016年、東海テレビ） - 不倫された妻 役
- 闇金ウシジマくん3 第2話（2016年、毎日放送） - 教師 役
- 増山超能力師事務所第2話（2017年、読売テレビ） - 喫茶店ママ 役
- きみはペット第16話（2017年、フジテレビ） - ウェディングプランナー 役
- ハロー張りネズミ第1話（2017年、TBS） - 母親 役
- サチのお寺ごはん 第6話（2017年）
- 警視庁いきもの係 第9話・最終話（2017年、フジテレビ） - 栗原亜紀子 役
- この声をきみに 第4話（2017年、NHK）- 看護師 役
- まかない荘2　第8話（2017年、メーテレ）
- 男の操　第5話（2017年、BSプレミアム）-　母親 役
- PTAグランパ2!　第4.5話（2018年、BSプレミアム）－クレーマーママ 役
- 満願 第2夜「夜警」（2018年、NHK）-　佐藤律子　役
- 絶対零度〜未然犯罪潜入捜査〜　第3話（2018年、フジテレビ） ‐ 花岡看護師　役
- 相棒 season18（2018年、テレビ朝日） ‐ 田川祥子役 役
- 相棒 season19(2019年、テレビ朝日）
- さくらの親子丼 第3シリーズ 10杯目（2021年、東海テレビ） - 宮部雪乃の母 役
- 警視庁アウトサイダー 第6話 (2023年、テレビ朝日)　- 今野静香 役
- 往生際の意味を知れ! 第6話 (2023年、MBS)
- はれのひ シンデレラ ウェディングドレスを日本へ! ある女性の挑戦 (2024年、読売テレビ・日本テレビ)
- 白暮のクロニクル (2024年、WOWOW)

### 配信ドラマ
- MALICE 第2話（2023年9月14日、U-NEXT）

### 映画
- さわこの恋2 1000マイルも離れて（1995年、監督：村上修） - ツッパリ 役
- SHINSENGUMI（2009年、監督：阿部誠） - お志乃 役
- 卵の殻、縦に割るか？横から割るか？（2011年、監督：加賀賢三） - 占い師 役
- 電話の向こう側（2011年、監督：増田俊樹） - 山口紗江子 役
- レヴェレンス（2012年、監督：Rionne McAvoy） - 淳子 役
- 東京ジェネレーター（2012年、監督：浦嶋嶺至） - 伊丹結 役
- Santiago de Compostela（2013年、監督：松岡達矢） - マダム 役
- 瞳をとじて（2013年、監督：葉山陽一郎） - 山口宣子 役
- こうして僕は左遷された（2014年、監督：小尾信生） - 青木智子 役
- 猫侍（2014年、監督：山口義高） - 長屋住人・おてつ 役
- ハッピーネガティブマリッジ（2014年、監督：横井健司） - 歯科助手 役
- 捨てがたき人々（2014年、監督：榊英雄） - 近藤朋子 役
- 紙の月（2014年、監督：吉田大八） - 銀行員 役
- 百円の恋（2014年、監督：武正晴） - ボクシングジム練習生 役
- 流し屋 鉄平（2015年、監督：榊英雄） - スナックのママ 役
- D坂の殺人事件（2015年、監督：窪田将治） - 花咲美津 役
- ハッピーランディング（2015年、監督：天野千尋） - 原田冴美 役
- 家族ごっこ（2015年、監督：内田英治） - 弔問客 役
- 東京無国籍少女（2015年、監督：押井守） - 裸婦モデル/傷病兵 役
- 下衆の愛（2016年、監督：内田英治） - カップル 役
- 任侠野郎（2016年、監督：徳永清孝） - 女店主 役
- L-エル-(2016年、監督：下山天 )
- 貌斬り KAOKIRI〜戯曲「スタニスラフスキー探偵団」より〜(2016年、監督：細野辰興)
- 情操家族(2017年、監督：竹林宏之）
- コクウ(2017年、監督：榊英雄) - 工藤沙耶佳 役
- 獣道(2017年、監督：内田英治) - 信者 役
- アリーキャット(2017年、監督：榊英雄) - 母親 役
- じんじん～其の二～(2017年、監督山田大樹) - 町娘 役
- 探偵はBARにいる３(2017年、監督吉田照幸) - アカネママ 役
- サラバ静寂(2018年、監督：宇賀那健一）
- 北の桜守(2018年、監督：滝田洋二郎)
- 虹色デイズ(2018年、監督：飯塚健)
- 検察側の罪人(2018年、監督：原田眞人)
- 銃(2018年、監督：武正晴)
- 母さんがどんなに僕を嫌いでも(2018年、監督：御法川修)
- 人魚の眠る家(2018年、監督：堤幸彦)
- アンダードッグ(2020年、監督：武正晴）
- スポットライトを当ててくれ！(2024年、監督：高明）

### 舞台
- AL-AIN「さよならも言わずに消えた」（2001年）
- PROPAGANDA STAGE「ロミオ＆ジュリエット21C」（2001年）
- シアタープロジェクト☆アポロ 第1回公演「刑事ほど素敵な商売はない」（2002年）
- シアタープロジェクト☆アポロ 第2回公演「ソックスと嘘とビニールテープ」（2002年）
- シアタープロジェクト☆アポロ 第3-回公演「俺たちに明日はある」(2003年）
- シアタープロジェクト☆アポロ 第5回公演「俺たちに明日はある-AGAIN-」（2004年）
- シアタープロジェクト☆アポロ 第6回公演「Shall We ファイト?」（2004年）
- シアタープロジェクト☆アポロ 第7回公演「ライブ・イズ・ビューティフル」（2005年）
- 「ボクサー有美・石の拳」（2005年）
- 「ポリス・ストーリー」（2006年）
- シアタープロジェクト☆アポロ 特別公演「ヒーロー・ネバー・ダイ!」（2006年）
- 「ホット・スポット・ユニヴァース完全版」（2006年）
- シアタープロジェクト☆アポロ 第9回公演「刑事ほど素敵な商売はない 再演」（2007年）
- 「アテナ〜見捨てられた待ちの忘れられた者たち〜」（2007年）
- スタンダードソングエンタテイメント「えくぼ-People song-」（2007年）
- 「ボクラノセンソウ」（2008年）
- LIVESプロデュース「Dear My Hero」（2008年）
- クロカミショウネン18「祝／弔」（2008年）
- LIVESプロデュース「ROPPONGI NIGHTS 2009」（2009年）
- スタンダードソングエンタテイメント「ゲゲゲのげ-逢魔が時に揺れるブランコ-」（2009年）
- げんこつ団「互角」（2009年）
- シアタープロジェクト☆アポロ 第10回公演「天国の鍵、返します」(2009年）
- オフィスチャープ プロデュース「三転倒立」（2010年）
- きら星の磁力「出会い〜Ready to walk〜」（2010年）
- げんこつ団「オブラート」（2010年）
- 井上泰治プロデュース「元禄ヨシワラ心中」（2012年）